# Catania Football Club
Maillots
Actualités
Le Catania Football Club est un club italien de football basé dans la ville de Catane, en Sicile, et fondé en 1929.
Le club entretient une certaine rivalité avec l'autre grand club sicilien, le Palerme FC. Les deux clubs se rencontrent lors du Derby de Sicile, match intense attendu sur l'île et parfois très violent,,.

## Historique
Lors de la saison de Serie A de 2010-2011, le club sicilien a la curieuse spécificité de détenir une importante colonie argentine au sein de son effectif (plus de 13 joueurs, soit 45% de l'effectif, et donc plus que les 39% d'Italiens), en plus de son entraîneur argentin Diego Simeone, qui pouvait s'il le souhaitait aligner un onze de départ 100% argentin.
Rétrogradé administrativement en Série C en 2015 à la suite d'une affaire de matchs truqués, le club dépose finalement le bilan fin 2021, ne parvenant pas à retrouver un repreneur et cumulant des dettes d'un total de 56 millions d'euros.
Le club est refondé en 2022 et repart de la quatrième division.

### Refondation et ambition
Catane se retrouve donc en Série D (quatrième division) pour la saison 2022-2023. L'objectif du club est de monter en Série C pour retrouver le monde professionnel et ainsi stabiliser le club.
Le début de saison 2022-23 est excellent et les éléphants  enchaînent les victoires. Catane ne se laissent pas surprendre et évincent ses adversaires un à un.
À la fin de saison, le bilan est stratosphérique puisque le club finit premier de son groupe de série D avec 88 points, soit 31 de plus que son dauphin. C'est également le deuxième plus haut total de point engrangé toutes poules confondues. 
Catane n'aura perdu qu'une seule fois en trente-trois matchs joués et se sera imposé 28 fois. Les éléphants accrochent donc brillamment leur place en troisième division. 

## Palmarès et records
- Serie B: 1 : 1953-1954

- Prima Divisione: 1 : 1933-1934 (poule D)

- Serie C: 4 : 1938-1939 (poule B), 1947-1948 (poule T), 1948-1949 (poule D), 1974-1975 (poule C)

- Serie C1: 1 : 1979-1980 (poule A)

- Serie C2: 1 : 1998-1999 (poule C)

### Records individuels
- Joueur ayant inscrit le plus de buts en championnat : Giuseppe Mascara (2003-2011) 57 buts
- Joueur le plus capé : Damiano Morra (1975-1984) 281 matchs
- Joueur ayant inscrit le plus de buts en une saison : Gionatha Spinesi (2005-06) 23 buts

## Identité du club

### Changements de nom
- 1929-1936 : Società Sportiva Catania
- 1936-1946 : Associazione Fascista Calcio Catania
- 1946-1967 : Club Calcio Catania
- 1967-2022 : Calcio Catania
- 2022-2023 : Catania Società Sportiva Dilettantistica
- 2023- : Catania Football Club

### Logos

Logo de 1946 à 1967
Logo de 2000 à 2022

## Joueurs et personnalités du club

### Présidents
Le tableau suivant présente la liste des présidents du club depuis 1929.
| Rang | Nom                        | Période   |
| ---- | -------------------------- | --------- |
| 1    | Santi Quasimodo            | 1929-1930 |
| 2    | Andrea Gaudioso            | 1930-1931 |
| 3    | V. Trigona di Misterbianco | 1931-1936 |
| 4    | V. Emanuele Brusca         | 1936-1940 |
| 5    | Filippo Cusmano            | 1940-1941 |
| 6    | Ottavio Teghini            | 1941-1943 |

| Rang | Nom                     | Période   |
| ---- | ----------------------- | --------- |
| 7    | S. Manganaro-Passanisi  | 1946-1948 |
| 8    | Lorenzo Fazio           | 1948-1951 |
| 9    | Arturo Michisanti       | 1951-1954 |
| 10   | Giuseppe Rizzo          | 1954-1956 |
| 11   | A. Pesce & M. Giuffrida | 1956-1959 |
| 12   | Ignazio Marcoccio       | 1959-1969 |

| Rang | Nom                 | Période   |
| ---- | ------------------- | --------- |
| 13   | Angelo Massimino    | 1969-1973 |
| 14   | Salvatore Coco      | 1973-1974 |
| 15   | Angelo Massimino    | 1974-1987 |
| 16   | Angelo Attaguile    | 1987-1991 |
| 17   | Salvatore Massimino | 1991-1992 |
| 18   | Angelo Massimino    | 1992-1996 |

| Rang | Nom                    | Période   |
| ---- | ---------------------- | --------- |
| 19   | Grazia Codiglione      | 1996-2000 |
| 20   | Riccardo Gaucci        | 2000-2004 |
| 21   | Antonino Pulvirenti    | 2004-2015 |
| 22   | Davide Franco          | 2015-2020 |
| 23   | Giovanni Luca Astorina | 2020      |
| 24   | aucun                  | 2020-2022 |
| 25   | Ross Pelligra          | 2022-     |

### Entraîneurs
Le tableau suivant présente la liste des entraîneurs du club depuis 1946.
| Rang | Nom                   | Période   |
| ---- | --------------------- | --------- |
| 1    | Giovanni Degni        | 1946–1948 |
| 2    | Nicolò Nicolosi       | 1948      |
| 3    | Miroslav Banas        | 1948–1949 |
| 4    | Antonio Magnozzi      | 1949–1950 |
| 5    | Stanislav Klein       | 1950      |
| 6    | Lajos Politzer        | 1950–1951 |
| 7    | Nereo Marini          | 1951–1952 |
| 8    | Brondi III            | 1952      |
| 9    | Giulio Cappelli       | 1952–1953 |
| 10   | Fioravante Baldi      | 1953      |
| 11   | Piero Andreoli        | 1953–1956 |
| 12   | Ernesto Matteo Poggi  | 1956–1957 |
| 13   | Riccardo Carapellese  | 1957      |
| 14   | Nicolò Nicolosi       | 1958      |
| 15   | Francesco Capocasale  | 1958      |
| 16   | Blagoje Marjanović    | 1958–1959 |
| 17   | Carmelo Di Bella      | 1959–1966 |
| 18   | Luigi Valsecchi       | 1966      |
| 19   | Dino Ballacci         | 1966–1967 |
| 20   | Luigi Valsecchi       | 1968      |
| 21   | Egizio Rubino         | 1968–1971 |
| 22   | Calvanese & Valsecchi | 1971–1973 |
| 23   | Carmelo Di Bella      | 1973      |
| 24   | Luigi Valsecchi       | 1973      |
| 25   | Guido Mazzetti        | 1974      |
| 26   | Adelmo Prenna         | 1974      |

| Rang | Nom                 | Période   |
| ---- | ------------------- | --------- |
| 27   | Gennaro Rambone     | 1974–1975 |
| 28   | Egizio Rubino       | 1975–1976 |
| 29   | Guido Mazzetti      | 1976      |
| 30   | Carmelo Di Bella    | 1976–1977 |
| 31   | Luigi Valsecchi     | 1977      |
| 32   | Carlo Matteucci     | 1977–1978 |
| 33   | Guido Mazzetti      | 1978      |
| 34   | Adelmo Capelli      | 1978–1979 |
| 35   | Gennaro Rambone     | 1979–1980 |
| 36   | Lino De Petrillo    | 1980–1981 |
| 37   | Guido Mazzetti      | 1981      |
| 38   | Giorgio Michelotti  | 1981–1982 |
| 39   | Salvo Bianchetti    | 1982      |
| 40   | Guido Mazzetti      | 1982      |
| 41   | Gianni Di Marzio    | 1982–1984 |
| 42   | Giambattista Fabbri | 1984      |
| 43   | Antonio Renna       | 1984–1985 |
| 44   | Gennaro Rambone     | 1985      |
| 45   | Salvo Bianchetti    | 1985–1986 |
| 46   | Antonio Colomban    | 1986      |
| 47   | Gennaro Rambone     | 1986–1987 |
| 48   | Bruno Pace          | 1987      |
| 49   | Osvaldo Jaconi      | 1987      |
| 50   | Pietro Santin       | 1987–1988 |
| 51   | Bruno Pace          | 1988–1989 |
| 52   | Carmelo Russo       | 1989–1990 |

| Rang | Nom                   | Période   |
| ---- | --------------------- | --------- |
| 53   | Angelo Sormani        | 1990–1991 |
| 54   | Giuseppe Caramanno    | 1991–1992 |
| 55   | Franco Vannini        | 1992      |
| 56   | Salvo Bianchetti      | 1992–1993 |
| 57   | Franco Indelicato     | 1993–1994 |
| 58   | Lorenzo Barlassina    | 1994      |
| 59   | Pier Giuseppe Mosti   | 1994–1995 |
| 60   | Angelo Busetta        | 1995      |
| 61   | Lamberto Leonardi     | 1995      |
| 62   | Aldo Cerantola        | 1995–1996 |
| 63   | Mario Russo           | 1996      |
| 64   | Angelo Busetta        | 1996–1997 |
| 65   | Giovanni Mei          | 1997–1998 |
| 66   | Franco Gagliardi      | 1998      |
| 67   | Piero Cucchi          | 1998–1999 |
| 68   | Gianni Simonelli      | 1999–2000 |
| 69   | Ivo Iaconi            | 2000–2001 |
| 70   | Vincenzo Guerini      | 2001      |
| 71   | Aldo Ammazzalorso     | 2001      |
| 72   | Pietro Vierchowod     | 2001      |
| 73   | Graziani & Pellegrino | 2001–2002 |
| 74   | Osvaldo Jaconi        | 2002      |
| 75   | Mauricio Pellegrino   | 2002      |
| 76   | John Toshack          | 2002–2003 |
| 77   | Edoardo Reja          | 2003      |
| 78   | Vincenzo Guerini      | 2003      |

| Rang | Nom                      | Période     |
| ---- | ------------------------ | ----------- |
| 79   | Matricciani & Colantuono | 2003–2004   |
| 80   | Mauricio Costantini      | 2004–2005   |
| 81   | Nedo Sonetti             | 2005        |
| 82   | Pasquale Marino          | 2005–2007   |
| 83   | Silvio Baldini           | 2007–2008   |
| 84   | Walter Zenga             | 2008–2009   |
| 85   | Gianluca Atzori          | 2009        |
| 86   | Siniša Mihajlović        | 2009–2010   |
| 87   | Marco Giampaolo          | 2010–2011   |
| 88   | Diego Simeone            | 2011        |
| 89   | Vincenzo Montella        | 2011-2012   |
| 90   | Rolando Maran            | 2012-2013   |
| 91   | Luigi De Canio           | 2013-2014   |
| 92   | Rolando Maran            | 2014        |
| 93   | Maurizio Pellegrino      | 2014        |
| 94   | Giuseppe Sannino         | 2014        |
| 95   | Maurizio Pellegrino      | 2014-2015   |
| 96   | Dario Marcolin           | 2015        |
| 97   | Giuseppe Pancaro         | 2015-2016   |
| 98   | Francesco Moriero        | 2016        |
| 99   | Pino Rigoli              | 2016-2017   |
| 100  | Mario Petrone            | 2017        |
| 101  | Giovanni Pulvirenti      | 2017        |
| 102  | Cristiano Lucarelli      | 2017-2018   |
| 103  | Andrea Sottil            | 2018-2019   |
| 104  | Walter Novellino         | 2019        |
| 105  | Andrea Sottil            | 2019        |
| 106  | Andrea Camplone          | 2019-2020   |
| 107  | Cristiano Lucarelli      | 2020        |
| 108  | Giuseppe Raffaele        | 2020-2021   |
| 109  | Francesco Baldini        | 2021-2022   |
| 110  | Giovanni Ferraro         | 2022-2023   |
| 111  | Luca Tabbiani            | 2023-       |
| 112  | Cristiano Lucarelli      | 2023-2024   |
| 113  | Michele Zeoli            | depuis 2024 |

### Joueurs emblématiques
- Davide Baiocco
- Enzo Bearzot
- Luigi Bosco (1951-1952)
- Cristian Bucchi
- Riccardo Carapellese
- Andrea Carnevale
- Luca Castellazzi
- Gennaro Delvecchio
- Giovanni Fanello
- Marco Ferrante
- Attilio Ferraris
- Romano Fogli
- Salvatore Fresi
- Damiano Morra
- Andrea Pazzagli
- Davide Possanzini
- Claudio Ranieri
- Eduardo Ricagni
- Giuseppe Sabadini
- Gionatha Spinesi
- Giuseppe Vavassori
- Renato Zaccarelli
- Giuseppe Mascara
- Horst Szymaniak
- Albano Bizzarri
- Mariano Andújar
- Papu Gómez
- Luis Oliveira
- Johan Walem
- Chinesinho
- Jeda
- Fernando Menegazzo
- Pedrinho
- Davor Vugrinec
- Karl Aage Hansen
- Marc Nygaard
- Juan Manuel Vargas
- Nicolae Dică
- Marco Padalino

## Stade
- Nom : Stadio Angelo Massimino
- Lieu : Catane
- Capacité : 23420
- Inauguration : 27 novembre 1937

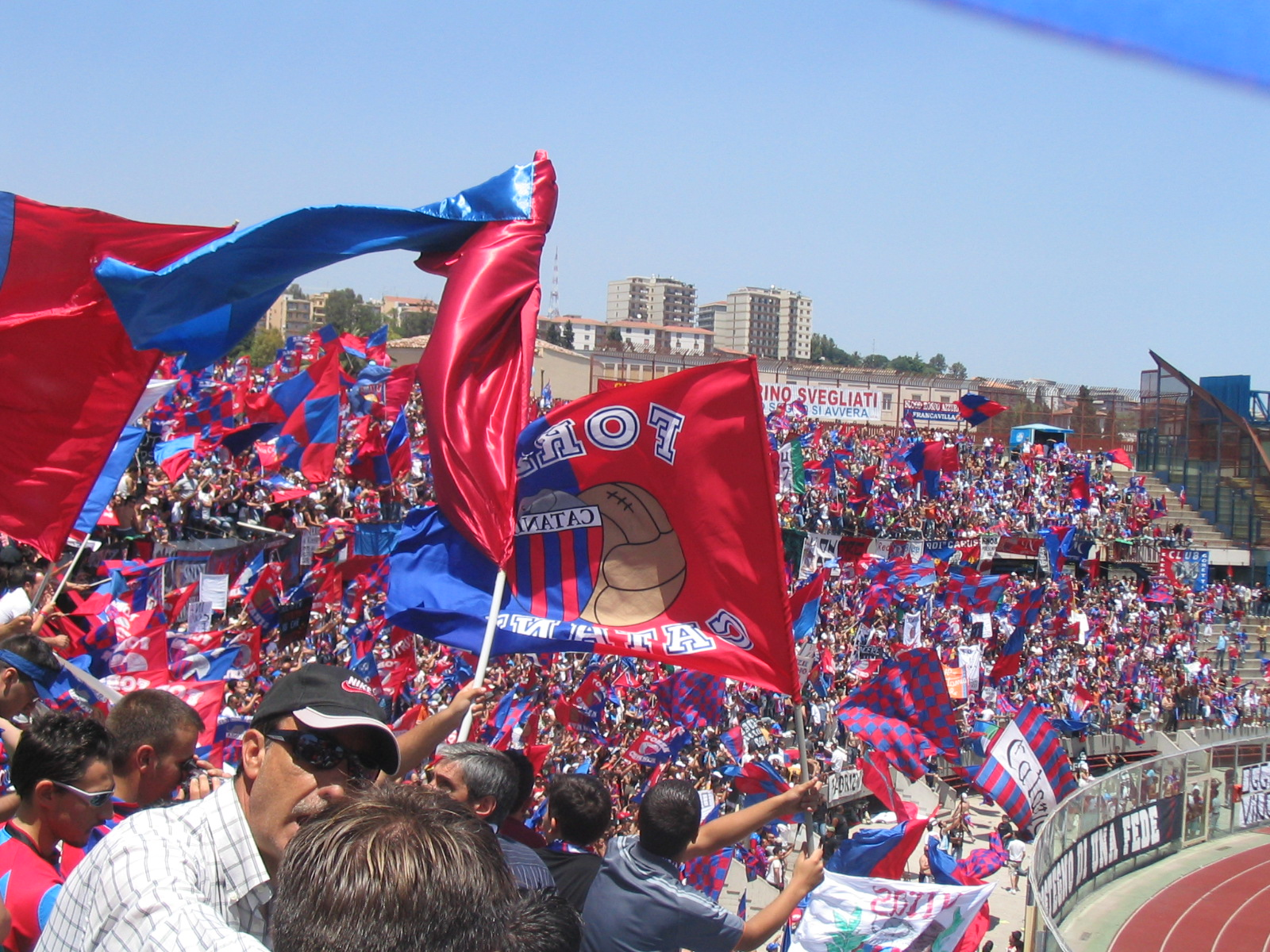
Supporters de la Curva Nord au Stadio Angelo Massimino de Catane

- Taille du terrain : 110 x 70 mètres

Catane fait ses débuts dans son antre du Stadio Angelo Massimino, alors appelé le Stadio Cibali en 1937. Le stade fut renommé en l'honneur de l'ancien président Angelo Massimino en 2002. Massimino fut président du club de 1969 jusqu'à sa mort en 1996.